# Proles

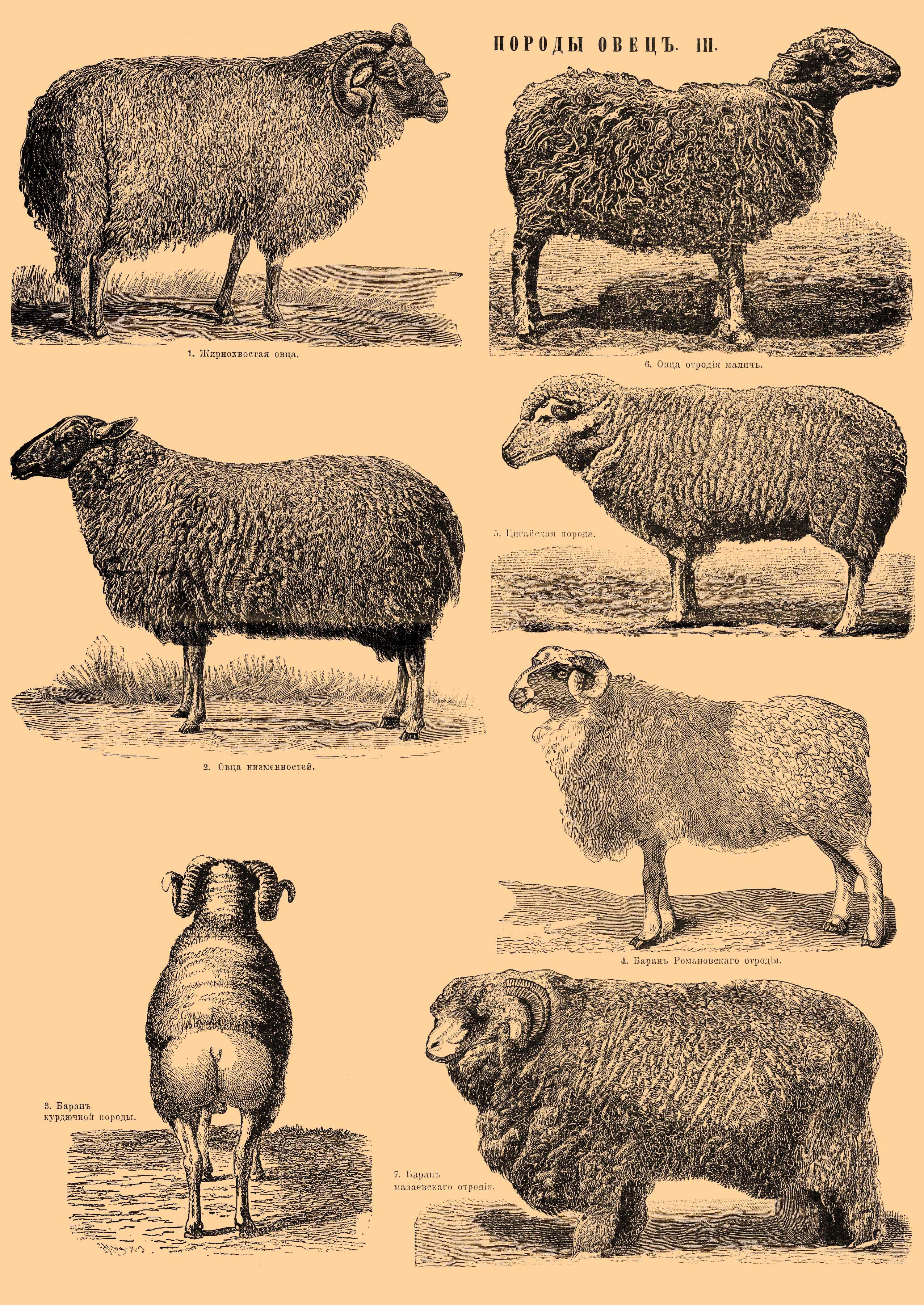
Proles

Le proles désignait dans le domaine de la taxinomie, de la botanique, ou pour les ampélographes, un rang taxinomique synonyme de celui de race (dénomination plus récente). 

## Historique
Au XIXe siècle, Georges Rouy, ancien Vice-Président de la Société botanique de France, et Julien Foucaud, chef du jardin Botanique de la Marine à Rochefort (Charente-Maritime), classaient les espèces au moyen de quatre catégories infraspécifiques : 
1. Sous-espèce (subspecies),
2. Forme (forma),
3. Variété (varietas),
4. Sous-variété (subvarietas).

Le mot forme fut plus tard remplacé par celui de race (ou "proles" en latin).[réf. nécessaire]

## Définition
Le proles était donc un rang taxinomique infraspécifique (en dessous du niveau de l'espèce, situé entre la variété (var.) et la sous-espèce (subsp.) . 
Des confusions existaient car pour Rouy et Foucaud le mot forme était « synonyme de celui de race en horticulture »  et décrivait un niveau de classification supérieur à celui de la variété car « plus stable et se reproduisant généralement telle quelle ».
Ce mot peut être associé au nom de genre et d'espèces décrivant un taxon.

## Exemple
Dans le domaine de la vigne, l'ampélographe russe A. M. Negrul a déterminé trois grands groupes écolo-géographiques de cépages qu'il considère chacun comme un proles.